# کودرون سی.۵۳۰
کودرون سی. ۵۳۰ (به انگلیسی: Caudron_C.530_Rafale) یک هواگرد ملخ‌پیشین تک‌موتوره از نوع ورزشی ساخت شرکت Société des Avions Caudron است. هواگرد کودرون سی. ۵۳۰ نخستین پروازش را در early 1934 میلادی انجام داد. در مجموع، تعداد ۷ فروند از این هواگرد ساخته شده‌است.
طراح این هواگرد، Marcel Riffard بود.